# Прецессия линии апсид

Планеты Солнечной системы обращаются вокруг Солнца по эллиптическим орбитам, поворачивающимся с течением времени (прецессия линии апсид). Иллюстрация показывает прецессию линии апсид в положительном направлении, ось симметрии орбиты поворачивается в том же направлении, что и движение планеты по орбите. Эксцентриситет эллипса и скорость прецессии увеличены для наглядности. Большинство орбит тел Солнечной системы обладает гораздо меньшим эксцентриситетом и прецессирует в меньшем темпе, поэтому их можно считать почти круговыми и стационарными.

Главные элементы орбиты. Линия апсид показана синим цветом и обозначена ω. Прецессия линии апсид является скоростью изменения ω со временем, dω/dt.

Анимация орбиты Луны вокруг Земли — вид с полюса
Луна
Земля

Прецессия линии апсид (англ. apsidal precession) — прецессия (постепенный поворот) линии апсид орбиты астрономического объекта. Апсиды являются наиболее далёкой (апоцентр) и наиболее близкой (перицентр) точками к главному телу. Прецессия апсид является первой производной аргумента перицентра, одного из шести главных элементов орбиты. Прецессия линии апсид положительна, когда большая ось орбиты поворачивается в том же направлении, в котором вращается тело по орбите. Период поворота линии апсид является промежутком времени, спустя который линия апсид поворачивается на 360°.

## История
Древнегреческий астроном Гиппарх заметил, что у орбиты Луны происходит поворот линии апсид; в антикитерском механизме этот эффект учитывается (около 80 до н.э.) с почти точным значением 8,88 лет для полного цикла, точность составляет 0,34 %. Прецессия солнечных апсид была открыта в XI веке астрономом аз-Заркали.  Прецессия апсид орбиты Луны не учитывалась в Альмагесте Птолемея. Величины прецессии было сложно учитывать до XX века, когда последняя составляющая прецессии Меркурия была изучена и объяснена в рамках общей теории относительности.

## Вычисления
Ряд факторов может привести к прецессии перицентра, такие как эффекты общей теории относительности, квадрупольные моменты, приливное взаимодействие планеты и звезды, возмущения от других планет.
ωtotal = ωGeneral Relativity + ωquadrupole + ωtide + ωperturbations
Для Меркурия темп прецессии перигелия из-за эффектов общей теории относительности составляет 43″ (угловые секунды) за столетие. Для сравнения, прецессия из-за влияния других планет Солнечной системы составляет 532″ за столетие, сплюснутость Солнца (квадрупольный момент) приводит к пренебрежимо малому смещению 0,025″ за столетие.
В рамках классической механики если звёзды и планеты считать абсолютно сферическими, то они подчиняются  1⁄r2 закону обратных квадратов, связывающим силу с расстоянием и приводящему к появлению замкнутых эллиптических орбит, согласно теореме Бертрана. Несферичность распределения массы возникает из-за наличия внешних потенциалов: потенциал центробежной силы вращающихся тел приводит к увеличению сплюснутости у полюсов, притяжение близких тел приводит к возникновению приливных горбов. Вращение и возникновение приливных горбов приводит к квадрупольным полям  (1⁄r3), что ведёт к прецессии орбиты.
Полная прецессия линии апсид для изолированных очень горячих Юпитеров, если рассматривать эффекты малого порядка, располагая слагаемые в порядке важности 
ωtotal = ωtidal perturbations + ωGeneral Relativity + ωrotational perturbations + ωrotational * + ωtidal *
приливное утолщение является главным слагаемым, превышающим влияние эффектов общей теории относительности и квадрупольного момента звезды более чем на порядок. Хорошее модельное приближение приливных горбов позволяет прояснить строение внутренней области таких планет. Для планет с наименьшими периодами обращения внутреннее строение приводит к прецессии величиной несколько градусов в год. Для WASP-12b величина прецессии составляет 19,9° в год.

## Теорема Ньютона для вращающихся объектов
Исаак Ньютон вывел теорему, которая должна была объяснить явление прецессии линии апсид. Эта теорема является исторически значимой, но широко не применялась и предполагала наличие сил, которые на самом деле не существуют. Более трёх столетий, до 1995 года теорема  оставалась в целом малоизвестной. Ньютон предположил, что изменения углового момента частицы можно приписать влиянию дополнительной силы, меняющейся обратно пропорционально кубу расстояния и не влияющей на радиольное движение частицы. Используя разложение в ряды Тейлора, Ньютон обобщил теорему на все законы сил, в случае малых отклонений от кругового движения, что справедливо для большинства планет Солнечной системы. Однако теорема не могла объяснить прецессию линии апсид Луны без отказа от обратной пропорциональности силы тяготения квадрату расстояния. Более того, скорость прецессии апсид, вычисленная на основе теоремы Ньютона, менее точна, чем полученное в рамках теории возмущений значение.

Изменение орбиты со временем

Влияние прецессии апсид на сезоны года; эксцентриситет и апо-/перицентрическое расстояние усилены для наглядности. Сезоны указаны для северного полушария (в южном полушарии сезоны противоположны.

## Общая теория относительности
Прецессия линии апсид Меркурия была замечена Урбеном Леверье в середине XIX века и изучалась Альбертом Эйнштейном в рамках общей теории относительности.
Эйнштейн показал, что для планеты с большой полуосью орбиты α, эксцентриситетом орбиты e и периодом обращения T прецессия линии апсид вследствие релятивистских эффектов в течение одного оборота по орбите составляет (в радианах)
{\displaystyle \varepsilon =24\pi ^{3}{\frac {\alpha ^{2}}{T^{2}c^{2}\left(1-e^{2}\right)}},}
где c — скорость света. Для Меркурия половина большой оси составляет 5,79⋅1010 м, эксцентриситет орбиты равен 0,206, период обращения составляет 87,97 суток или  7,6⋅106 с. Зная скорость света (около ~3⋅108 м/с), можно вычислить величину прецессии линии апсид за один оборот, она равна ε =  5,028⋅10−7 радиана (2,88⋅10−5 градусов или 0,104″). За сто лет Меркурий совершит приблизительно 415 оборотов по орбите, за это время прецессия апсид составит 43″, что почти точно соответствует первоначально неизвестной части измеренного значения.

## Климат на больших интервалах времени
Прецессия апсид орбиты Земли медленно увеличивает аргумент перицентра. Поворот эллипса относительно далёких звёзд осуществляется за 112000 лет. Полярная ось Земли и, следовательно, моменты солнцестояний и равноденствий, прецессируют с периодом около 26000 лет. Эти две формы прецессии сочетаются таким образом, что она занимает от 20 800 до  29 000 лет (в среднем 23 000 лет) для поворота эллипса относительно точки весеннего равноденствия, то есть для возврата перигелия в ту же дату (если календарь точно соответствует смене сезонов).
Такое соотношение между аномалистическим и тропическим годами важно для понимания долгопериодических изменений климата Земли, называемого циклом Миланковича. Аналогичные изменения происходят в климате Марса.
Рисунок справа иллюстрирует влияние прецессии на сезоны в северном полушарии Земли относительно направления на перигелий и афелий. Заметим, что площади, заметаемые радиус-вектором планеты в течение сезона, меняются со временем. Продолжительность сезона пропорциональна заметаемой площади, поэтому в случае больших эксцентриситетов сезоны на дальней от Солнца части орбиты могут длиться существенно дольше.